# Christoff Bryan
Christoff Bryan (ur. 26 kwietnia 1996) – jamajski lekkoatleta specjalizujący się w skoku wzwyż.
W 2012 zdobył złoto mistrzostw Ameryki Środkowej i Karaibów juniorów. Uczestnik mistrzostw świata juniorów z tego samego roku. W 2013 sięgnął po brąz mistrzostw świata juniorów młodszych w Doniecku, a rok później zajął 4. miejsce na juniorskich mistrzostwach świata w Eugene. Złoty medalista mistrzostw Jamajki oraz CARIFTA Games. Stawał na podium mistrzostw NCAA.
Rekordy życiowe: stadion – 2,25 (7 maja 2016, Manhattan); hala – 2,28 (14 lutego 2015, Fayetteville).

## Osiągnięcia
| Rok  | Impreza                                                  | Miejsce      | Lokata            | Wynik (m) |
| ---- | -------------------------------------------------------- | ------------ | ----------------- | --------- |
| 2011 | CARIFTA Games (U-17)                                     | Montego Bay  | 1. miejsce        | 2,10      |
| 2012 | Mistrzostwa Ameryki Środkowej i Karaibów juniorów (U-18) | San Salvador | 1. miejsce        | 2,11      |
| 2012 | Mistrzostwa świata juniorów                              | Barcelona    | el. – 25. miejsce | 2,10      |
| 2013 | CARIFTA Games                                            | Nassau       | 1. miejsce        | 2,14      |
| 2013 | Mistrzostwa świata juniorów młodszych                    | Donieck      | 3. miejsce        | 2,16      |
| 2013 | Mistrzostwa panamerykańskie juniorów                     | Medellín     | 2. miejsce        | 2,16      |
| 2014 | Mistrzostwa świata juniorów                              | Eugene       | 4. miejsce        | 2,24      |
| 2015 | Mistrzostwa panamerykańskie juniorów                     | Edmonton     | 4. miejsce        | 2,13      |
| 2016 | Młodzieżowe mistrzostwa NACAC                            | San Salvador | 7. miejsce        | 2,05      |